# 范承謨
范承謨（1624年—1676年10月22日），字覲公，一字螺山，奉天人，隸漢軍鑲黃旗，清朝開國重臣范文程之子。進士出身，曾任浙江巡撫、福建總督。三藩之亂期間，被耿精忠囚禁兩年之久，最終被其絞殺。朝廷追贈兵部尚書、太子少保，謚忠貞。

## 生平

### 早年
范承謨為大學士范文程次子，雖年僅十七即選充侍衛，仍赴科考，并於順治九年（1652年）考中壬辰科二甲二十三名進士，選庶吉士，授内弘文院編修。累遷秘書院學士，且為康熙帝少時帝師。

### 浙江巡撫
康熙七年（1668年），授浙江巡撫。當時清兵入關內未久，民眾流亡，生產尚未完全恢復，浙東寧波、金華等六府一帶荒地尤多。總督趙廷臣請求免除賦額，聖祖命承謨實地勘察。承謨經過遍行各府，請求免除荒田及水沖田地的賦稅共計三十一萬五千五百多畝。杭州、嘉興、湖州、紹興四府因水災導致饑荒，承謨拿出布政使庫銀八萬，購買湖廣米糧賑濟災民，最貧困者按老弱例供給，救民甚多。他還上疏請求「漕米改折，石銀一兩。明年麥熟，補徵白糧，以三年帶徵。災重者如例蠲免」并得到朝廷許可。康熙十年（1671年），因疾請求解職，被召還。總督劉兆麒、提督塞白理上疏提到，浙江民眾請留承謨一百五十餘牒，給事中姜希轍、柯聳，御史何元英等上奏對其褒揚有嘉。結果圣祖命承謨繼續留任。康熙十一年（1672年），承謨又奏稱湖州、嘉興兩府白糧加耗，多寡不一，請求每石以加四斗五升為限，又奏免除溫州、台州二衛康熙九年以前的逋賦以及石門、平陽未交足之輕繼月糧，皆交戶部討論施行。

### 福建總督
康熙十一年十月，承謨被提拔為福建總督，請辭未獲許可，請求上京入覲。次年七月，至京師，面見聖祖。承謨病體尚未痊愈，圣祖命御醫為其診治，并賜藥物。待病情稍有好轉，即赴福建就任。圣祖賜其冠服、鞍馬。福建總督駐所原在漳州，此時由于即將撤籓，故移駐福州。吳三桂起兵反清後，承謨察覺耿精忠也有異志。當時朝廷正討論裁兵，承謨上疏請求緩行，又準備徵調防禦。其事未行，耿精忠也已叛變，聲稱有海盜出現，約請承謨商議。巡撫劉秉政依附耿精忠，催促同行。承謨知道事情有變，侍從建議帶兵跟隨護衛，承謨說：「眾寡不敵，備無益也。」，就此前往會見。精忠露刃相脅，承謨挺身前，罵不絕口。承謨被耿精忠囚禁，八日不得飯食而未死精忠派遣劉秉政前來說降，承謨奮足將其踢倒，賊人死期不遠，我先奪其魂魄！承謨被關押兩年，每日頭戴聖祖所賜冠帽，身著辭別其母時所穿衣物，每遇朔望日，即懸掛《時憲書》一帙，向北而拜。其居室狹窄，號曰「蒙谷」。期間他還寫作詩文，用木炭書於墻壁之上。

### 死難
康熙十五年（1676年），清兵攻克仙霞關，耿精忠準備投降，找尋托詞以求免死，怕承謨暴露其反叛內情，九月十六日（1676年10月22日）午夜，精忠派人逼承謨就縊。承謨之幕客嵇永仁、王龍光、沈天成，從弟范承譜，以及下屬官隸、兵卒，同死者共五十三人。叛軍焚燒承謨屍身，棄於荒野。有泰寧騎兵許鼎深夜將遺骸隱藏。康熙十六年（1677年），喪還京師，聖祖至感悲慟，派遣內大臣侍衛出迎，并追贈其兵部尚書、太子少保，謚忠貞，賜其家眷御書碑文。康熙二十一年（1682年），耿精忠被處決，承謨子范時崇分割其肉祭墓。福建民眾請求建祠祭祀，以御書「忠貞炳日」扁懸掛門楣之上。其墓至今尚存，在北京市懷柔區城东北11公里，怀北镇怀北庄村北。

## 著作
承謨工書法、詩文。所作畫壁集，聖祖親自作序。有《范忠贞公文集》行世。

## 家庭
- 父范文程。
- 子范時崇（字自牧，号苍岩），闽浙总督、兵部尚書，《清史稿》卷252有传。
- 孙范宜中。
- 玄孙范树庆，因高祖范承謨殉难，赏世袭恩骑尉（载《钦定八旗通志：镶黄旗汉军世职》）。

## 延伸阅读
[在维基数据编辑]
 《清史稿·卷252》，出自趙爾巽《清史稿》
 在维基共享资源阅览影像